# Damien Rice
 (mai 2021).
Si vous disposez d'ouvrages ou d'articles de référence ou si vous connaissez des sites web de qualité traitant du thème abordé ici, merci de compléter l'article en donnant les références utiles à sa vérifiabilité et en les liant à la section « Notes et références ».
Pour les articles homonymes, voir Rice.
Damien Rice, né à Dublin le 7 décembre 1973, est un auteur-compositeur-interprète ainsi qu'un producteur irlandais. Il est chanteur, pianiste, guitariste, et joue également de la clarinette et des percussions.

## Biographie
Fils de George et Maureen Rice, Damien Rice a passé une partie de son enfance à Celbridge, une ville située à 20 km à l'ouest de Dublin.

## Carrière
Damien Rice a commencé sa carrière de musicien en tant que chanteur du groupe rock Juniper avec Paul Noonan, Dominic Philips, David Geraghty et Brian Crosby, en 1991. Alors que le groupe est sur le point d'enregistrer un album, Damien décide de le quitter, frustré par les compromis artistiques qu'il doit faire. Les autres membres forment alors le groupe Bell X1 et partent sillonner l'Europe. Lorsqu'il rentre en Irlande, Damien commence à travailler sa première maquette.
En 2004, la chanson The Blower's Daughter issu de son premier album O est choisie pour la BO du film Closer, entre adultes consentants. Une autre chanson de l'album est utilisée brièvement dans ce film, ce sont les premières notes de Cold Water.
Ce premier album s'est classé deuxième meilleure vente de tous les temps en Irlande derrière U2.
Fin 2006, Damien Rice sort son second album intitulé 9.
En mars 2007, il se lance dans une tournée dans quelques villes françaises : Lille, Lyon, Bordeaux, Strasbourg, Paris (l'Olympia).
Damien a collaboré plusieurs années durant avec la chanteuse Lisa Hannigan. Ils firent ensemble bon nombre de concerts et d'enregistrements, elle est seconde voix sur certaines chansons, fait des couplets entiers sur d'autres, voire interprète des chansons en entier.
Le 25 mars 2007, après plusieurs concerts réalisés sans elle, le site officiel a annoncé son départ. Les deux musiciens mirent un terme à leur relation professionnelle, sans espoir, a priori, de retravailler ensemble un jour. La déception fut grande chez les fans.
En 2008, il a contribué avec la chanson Making Noise à l'album Songs for Tibet: The Art of Peace (en) en soutien au 14e Dalaï Lama et au Tibet.
On peut le retrouver en attendant un prochain album dans divers projets, comme dans l'album Gasoline Rainbows sorti fin 2010, compilation caritative pour les rescapés de la catastrophe du golfe du Mexique, avec le titre The Connoisseur of Great Excuse.
Damien Rice a partagé la vie de l'actrice française Mélanie Laurent et travaillé sur le premier album de celle-ci, intitulé En t'attendant.

## Musiciens
Le groupe avec lequel Damien se produit en public s'est formé entre 1999 et 2001. Les différents musiciens sont les suivants :
- Damien Rice — chant/guitare
- Lisa Hannigan — chant

Lisa a quitté le groupe officiellement le 25 mars 2007
- Vyvienne Long — violoncelle
- Shane Fitzsimons — basse
- Tomo — batterie

### Instruments
Damien Rice joue en grande partie de la guitare acoustique, plus précisément une Lowden, créée par un luthier irlandais renommé dans le monde (guitares utilisées par Alex De Grassi ou encore Pierre Bensusan entre autres).  (folk). Il joue aussi des accompagnements assez simples au piano. Sur scène, il utilise parfois une guitare électrique pour certains morceaux comme Me my Yoke and I ou Woman Like a Man.
Il fait fréquemment usage d'une loop station pour superposer des couches de voix et de guitare dans ses intros ou outros par exemple.

### Départ de Lisa
Le 25 mars 2007, soit 6 jours après le concert parisien du Grand Rex, le communiqué suivant fut publié sur le site officiel de Damien Rice :
« Band update — 25 mars 2007
After much thought and discussion Damien has decided that his professional relationship with Lisa Hannigan has run its creative course. As a result Lisa will not be appearing at any of the upcoming live shows. Lisa is embarking on her own artistic endeavours and there are no plans for them to work together in the foreseeable future. The current band on tour at the moment are - Damien Rice, Joel Shearer, Shane Fitzsimons, Tom Osander & Vyvienne Long. »
Soit, traduit en français :
« Modification du groupe — 25 mars 2007
Après de nombreuses réflexions et discussions, Damien a décidé que sa relation professionnelle avec Lisa Hannigan arrivait au terme de son parcours créatif. En conséquence, Lisa n'interviendra dans aucun des concerts à venir. Lisa commence sa carrière artistique en solo, et il n'y a aucun projet de collaboration pour l'instant. Le groupe actuel est composé de : Damien Rice, Joel Shearer, Shane Fitzsimons, Tom Osander et Vyvienne Long. »

## Discographie

### Albums
Studio
- O (2002)
- 9 (2006)
- My Favourite Faded Fantasy (2014)

Live
- Live From The Union Chapel (2003)
- Live At Outremont Theatre, Montreal 2CD (2004)
- Live At Orpheum Theatre (2007)

### EP
- Woman Like a Man (2003)
- B-Sides (2004)

### Singles
- Cannonball (2001)
- Volcano (2002)
- The Blower's Daughter (2005)
- Unplayed Piano (2005)
- 9 Crimes (2006)
- Rootless Tree (05/01/2007)
- One (U2 Cover) (26/10/2011)
- I don't want to change you (16/10/2014)

## Télévision et cinéma
Des chansons de Damien Rice apparaissent dans différents films et séries :
- En bonne compagnie, 2004 : Cannonball
- Closer, entre adultes consentants, 2004 : The Blower's Daughter
- Closer, 2004 : Cold Water (première notes)
- Stay : Cold Water
- Dear Frankie, 2005 : Delicate
- Charmed, saison 8, Ressuscitées : les murs du club tapissés de l'affiche de sortie de l'album O.
- Lost : Les Disparus, saison 1 : Delicate
- Grey's Anatomy, un épisode de la 3e saison : 9 crimes
- Shrek le troisième, 2007 : 9 crimes
- Les Experts : Miami extrait de l'album O
- Esprits criminels, saison 2, épisode 19 = Le Pyromane : Grey Room
- Urgences, saison 12, épisode 11  : Cold Water
- Newport Beach, saison 1, épisode 17  : Cannonball
- Alias, saison 3, épisode 12  : Delicate
- Jericho, saison 1, épisode 7  : Older Chests
- The L word, saison 1, épisode 1 : Cannonball et saison 1, épisode 14 : Limites
- Les Frères Scott : Grey Room
- Dr House, Saison 3, épisode 12 : Grey Room et saison 2, épisode 3 : Delicate (juste avant le générique de fin)
- Dawson (série télévisée), saison 6, épisode 19 : The Blower's Daughter
- I Am David : Cold Water
- Lost : Les Disparus, saison 2 : Delicate
- Standoff : Les Négociateurs, saison 1, épisode 15  : 9 Crimes
- Le Caïman, 2006, de Nanni Moretti : The Blower's Daughter
- Misfits, saison 1, épisode 4 : Delicate
- Les Petits Mouchoirs : Cold Water
- True Blood saison 3 épisode 4 : 9 crimes
- Tre metri sopra il cielo : Cold Water
- Jericho, saison 2  : 9 crimes
- the affair
- Secrets ans Lies, saison 1, épisode 10 : It takes a lot to know a man
- La Casa de Papel, saison 4, épisode 6 : Delicate